# 马丁 (南达科他州)
马丁（英語：Martin），是美国南达科他州下属的一座城市。根据2010年美国人口普查，该市有人口1,074人。论人口在本州排行第61。